# Hrimne
Hrimne (ukrainisch Грімне; russisch Громное Gromnoje, polnisch Rumno) ist ein Dorf in der westukrainischen Oblast Lwiw mit etwa 1100 Einwohnern.

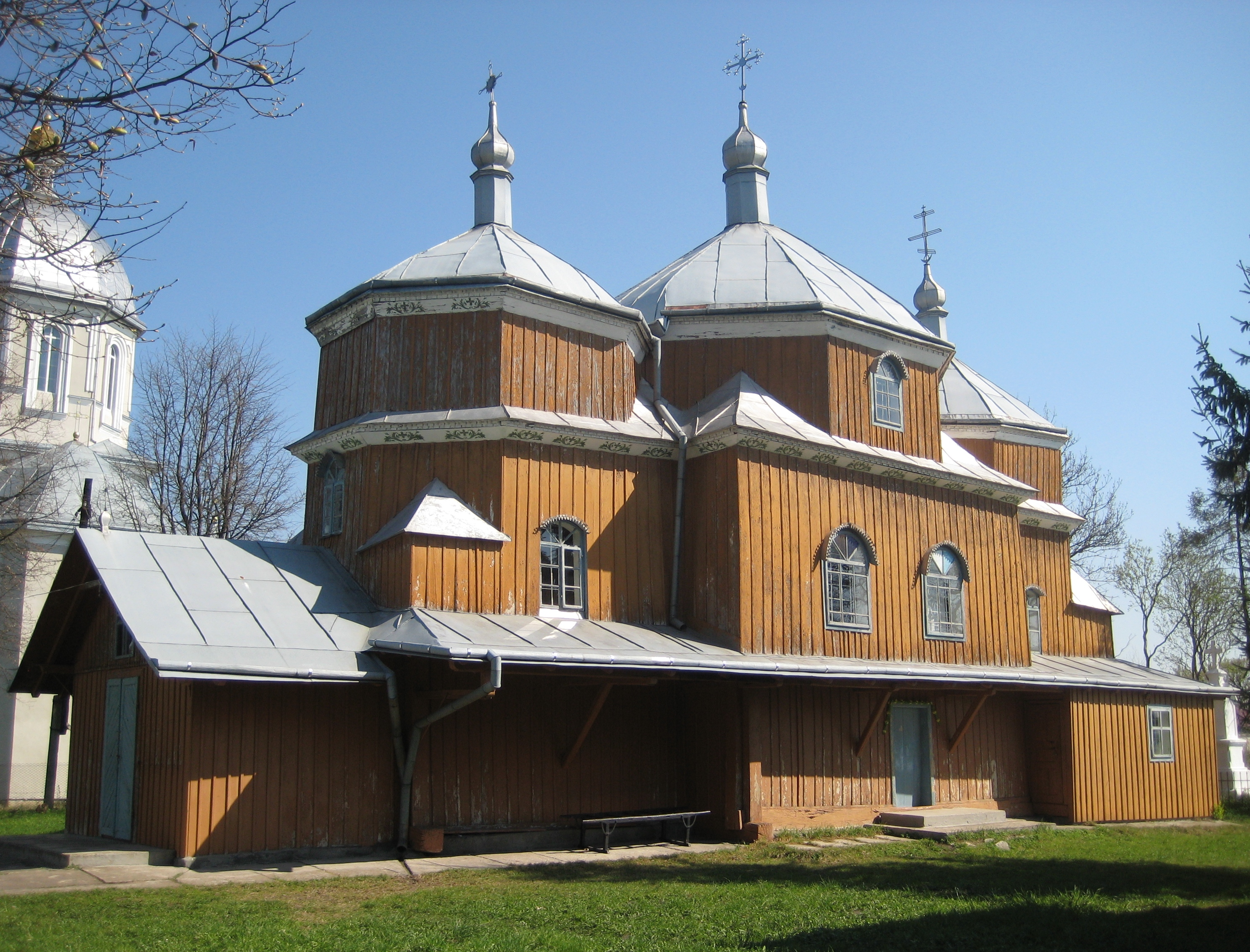
Griechisch-katholische Holzkirche aus 1777

Am 12. Juni 2020 wurde das Dorf ein Teil der neu gegründeten Stadtgemeinde Komarno im Rajon Lwiw, bis dahin war es das Zentrum der gleichnamigen Landratsgemeinde (Грімненська сільська рада/Hrimnenska silska rada) im Rajon Horodok.

## Geschichte
Das deutschrechtliche Dorf wurde im Jahr 1440 als Hromno erwähnt, danach folgten die Erwähnungen von Hrumpno (1454), Gromno (1469) und Hrumno (1471). Der Ortsname ist von den ukrainischen: Verb schlagen (im Sinne lauteren Klangs eines Wasserfalls) oder dem Namen des Kahlen Bruchkrauts abgeleitet und bezeichnet einen Ort in der Nähe eines Wasserfalls oder, wo Kahles Bruchkraut wächst. Die Form ohne H im Namen tauchte im 16. Jahrhundert auf.
Er gehörte zunächst zum Lemberger Land in der Woiwodschaft Ruthenien der Adelsrepublik Polen-Litauen. 1471 wurde eine römisch-katholische Pfarrei des Erzbistums Lemberg in Hrumno errichtet, eine der ältesten auf dem Lande in der Umgebung von Horodok. Die Namen der Bewohner im Mittelalter sind nicht bekannt, aber das Dorf war damals wahrscheinlich von polnischen Siedlern bewohnt.
Bei der Ersten Teilung Polens kam das Dorf 1772 zum neuen Königreich Galizien und Lodomerien des habsburgischen Kaiserreichs (ab 1804).
Im Jahre 1900 hatte die Gemeinde Rumno 426 Häuser mit 2514 Einwohnern, davon waren 1327 ruthenischsprachig, 1184 polnischsprachig, 1459 griechisch-katholisch, 1021 römisch-katholisch, 31 Juden.
Nach dem Ende des Polnisch-Ukrainischen Kriegs 1919 kam die Gemeinde zu Polen. Im Jahre 1921 hatte die Gemeinde Rumno 496 Häuser mit 2621 Einwohnern, davon waren 1446 Ruthenen, 1175 Polen, 1478 griechisch-katholisch, 1118 römisch-katholisch, 24 Juden (Religion).
Im Zweiten Weltkrieg gehörte der Ort zuerst zur Sowjetunion und ab 1941 zum Generalgouvernement, ab 1945 wieder zur Sowjetunion, heute zur Ukraine.
1946 wurden zwei örtliche römisch-katholische Kirchen abgerissen. Auf dem Friedhof befindet sich ein Denkmal der im Jahr 1940 von der UPA getöteten 40 Polen. 2009 wurde dem Mord an römisch-katholischen, griechisch-katholischen und orthodoxen Geistlichen zusammen gedacht.